# Micrathyria pseudhypodidyma
Micrathyria pseudhypodidyma är en trollsländeart som beskrevs av Costa et al. 2002. Micrathyria pseudhypodidyma ingår i släktet Micrathyria och familjen segeltrollsländor. IUCN kategoriserar arten globalt som sårbar. Inga underarter finns listade i Catalogue of Life.